# Alan Rickman na tela e no palco

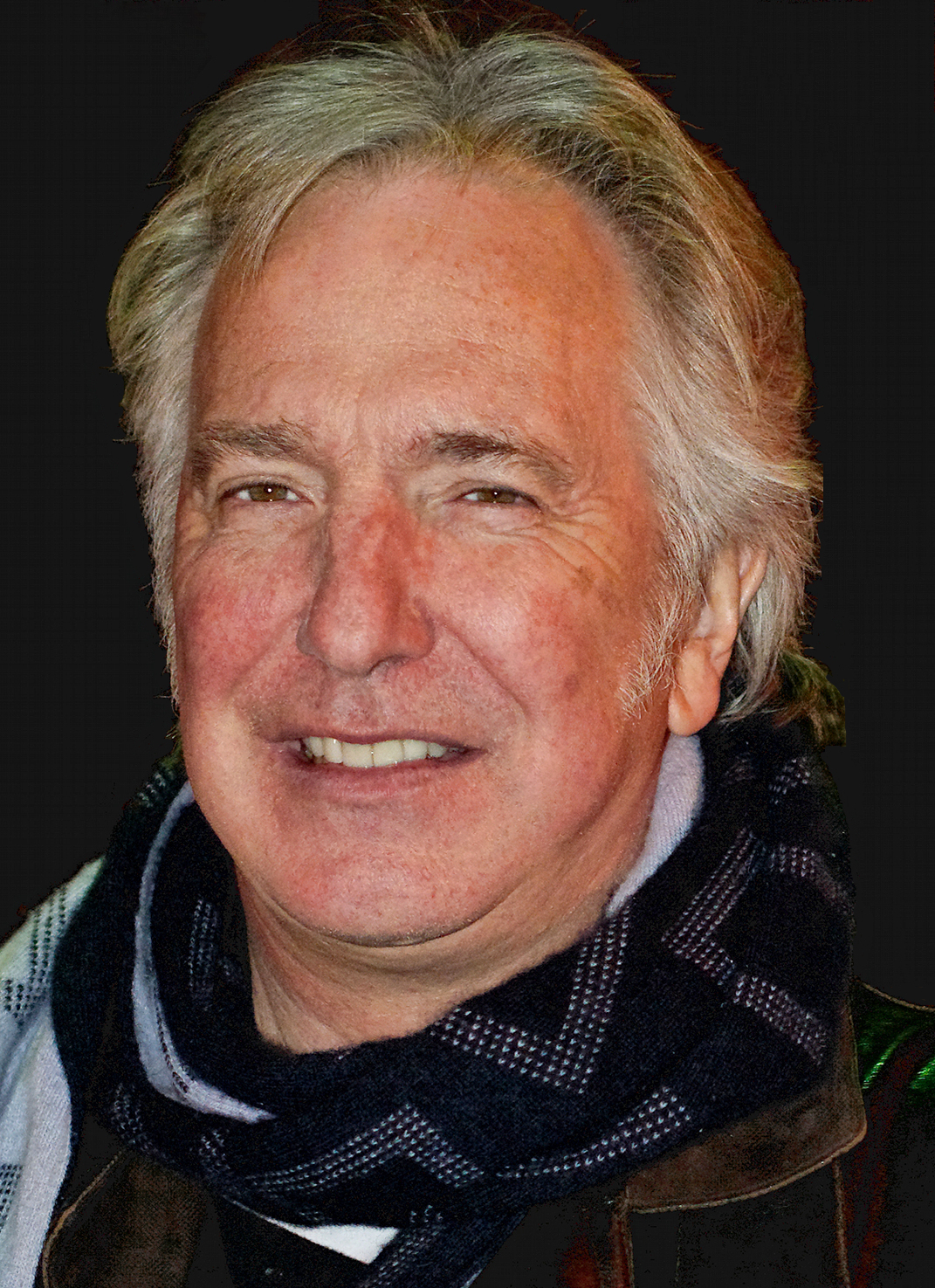
Rickman na Brooklyn Academy of Music em 2011

Alan Rickman foi um ator inglês de cinema e teatro. Rickman foi aclamado internacionalmente por seu papel como Severus Snape na série de filmes Harry Potter (2001–2011) e Hans Gruber no filme de ação Die Hard (1988). Ele também é conhecido por suas performances em filmes como o drama romântico Truly, Madly, Deeply (1991), Robin Hood: Prince of Thieves (1991), adaptação de Ang Lee do romance de Jane Austen, Sense and Sensibility (1995), O drama histórico, Michael Collins (1995), de Neil Jordan, a comédia romântica de Richard Curtis, Love Actually (2003), e as comédias de ficção científica Galaxy Quest (1999) e O Guia do Mochileiro das Galáxias (2005).

## Filmografia
| Ano  | Filme                                          | Título em português                             | Papel                                        | Notes                                       | Ref.   |
| ---- | ---------------------------------------------- | ----------------------------------------------- | -------------------------------------------- | ------------------------------------------- | ------ |
| 1988 | Die Hard                                       | Duro de Matar                                   | Hans Gruber                                  |                                             | [ 1 ]  |
| 1989 | The January Man                                | O calendário da Morte                           | Ed                                           |                                             | [ 2 ]  |
| 1990 | <i>Quigley Down Under</i>                      | Contratado Para Matar                           | Elliot Marston                               |                                             | [ 3 ]  |
| 1991 | Truly, Madly, Deeply                           | Um Romance do Outro Mundo                       | Jamie                                        |                                             | [ 4 ]  |
| 1991 | Closet Land                                    |                                                 | Interrogador                                 |                                             | [ 5 ]  |
| 1991 | Robin Hood: Prince of Thieves                  | Robin Hood - O Príncipe dos Ladrões             | Xerife of Nottingham                         |                                             | [ 4 ]  |
| 1991 | Close My Eyes                                  | Três Amores e uma Paixão                        | Sinclair Bryant                              |                                             | [ 6 ]  |
| 1992 | Bob Roberts                                    | Bob Roberts                                     | Lukas Hart III                               |                                             | [ 7 ]  |
| 1994 | Mesmer                                         | Dr. Mesmer - Magnetismo Selvagem                | Franz Anton Mesmer                           |                                             | [ 8 ]  |
| 1995 | An Awfully Big Adventure                       | Jogos de Ilusão                                 | P. L. O'Hara                                 |                                             | [ 9 ]  |
| 1995 | Sense and Sensibility                          | Razão e Sensibilidade                           | Coronel <i>Brandon</i>                       |                                             | [ 4 ]  |
| 1996 | Michael Collins                                | Michael Collins - O Preço da Liberdade          | Éamon de Valera                              |                                             |        |
| 1997 | The Winter Guest                               | Momento de Afeto                                | Homem de rua                                 | Não-creditado; também diretor e co-escritor |        |
| 1998 | Judas Kiss                                     | O Beijo da Traição                              | Detetive David Friedman                      |                                             |        |
| 1998 | Dark Harbor                                    | Ilha do Medo                                    | David Weinberg                               |                                             |        |
| 1999 | Dogma                                          | Dogma                                           | Metatron                                     |                                             | [ 4 ]  |
| 1999 | Galaxy Quest                                   | Heróis Fora de Órbita                           | Alexander Dane                               |                                             | [ 4 ]  |
| 2000 | Help! I'm a Fish                               | Mamãe, Virei um Peixe                           | Joe                                          | Voz                                         |        |
| 2001 | Blow Dry                                       | De Cabelos em Pé                                | Phil Allen                                   |                                             |        |
| 2001 | Play                                           |                                                 | Man                                          |                                             |        |
| 2001 | The Search for John Gissing                    |                                                 | John Gissing                                 |                                             |        |
| 2001 | Harry Potter and the Philosopher's Stone       | Harry Potter e a Pedra Filosofal                | Professor Severo Snape                       |                                             |        |
| 2002 | Harry Potter and the Chamber of Secrets        | Harry Potter e a Câmara Secreta                 | Professor Severo SnapeProfessor Severo Snape |                                             |        |
| 2003 | Love Actually                                  | Simplesmente Amor                               | Harry                                        |                                             | [ 4 ]  |
| 2004 | Harry Potter and the Prisoner of Azkaban       | Harry Potter e o Prisioneiro de Azkaban         | Professor Severo SnapeProfessor Severo Snape |                                             |        |
| 2005 | Harry Potter and the Goblet of Fire            | Harry Potter e o Cálice de Fogo                 | Professor Severo SnapeProfessor Severo Snape |                                             |        |
| 2005 | The Hitchhiker's Guide to the Galaxy           | O Guia do Mochileiro das Galáxias               | Marvin, o androide paranoide                 | Voz                                         |        |
| 2006 | Snow Cake                                      | Um Certo Olhar                                  | Alex Hughes                                  |                                             | [ 10 ] |
| 2006 | Perfume: The Story of a Murderer               | Perfume - A História de um Assassino            | Richis                                       |                                             | [ 10 ] |
| 2007 | Nobel Son                                      | Filho do Nobel                                  | Eli Michaelson                               |                                             |        |
| 2007 | Harry Potter and the Order of the Phoenix      | Harry Potter e a Ordem da Fênix                 | Professor Severo SnapeProfessor Severo Snape |                                             |        |
| 2007 | Sweeney Todd: The Demon Barber of Fleet Street | Sweeney Todd: O Barbeiro Demoníaco da Rua Fleet | Juiz Turpin                                  |                                             | [ 4 ]  |
| 2008 | Bottle Shock                                   | O Julgamento de Paris                           | <i>Steven Spurrier</i>                       |                                             |        |
| 2009 | Harry Potter and the Half-Blood Prince         | Harry Potter e o Enígma do Príncipe             | Professor Severo SnapeProfessor Severo Snape |                                             |        |
| 2010 | Harry Potter and the Deathly Hallows – Part 1  | Harry Potter E As Relíquias Da Morte: Parte 1   | Professor Severo SnapeProfessor Severo Snape |                                             |        |
| 2010 | Alice in Wonderland                            | Alice no País das Maravilhas                    | Lagarta Azul                                 | Voz                                         |        |
| 2010 | The Wildest Dream                              |                                                 | <i>Noel Odell</i>                            | Voz, Documentário                           |        |
| 2011 | Portraits in Dramatic Time                     |                                                 | Ele mesmo                                    |                                             |        |
| 2011 | Harry Potter and the Deathly Hallows – Part 2  | Harry Potter E As Relíquias Da Morte: Parte 1   | Professor Severo SnapeProfessor Severo Snape |                                             |        |
| 2011 | The Boy in the Bubble                          |                                                 | Narrador                                     | Voz, curta-metragem                         |        |
| 2012 | Gambit                                         | Um Golpe Perfeito                               | Lord Shahbandar                              |                                             |        |
| 2013 | The Butler                                     | O Mordomo                                       | Ronald Reagan                                |                                             | [ 10 ] |
| 2013 | A Promise                                      | Uma Promessa                                    | Karl Hoffmeister                             |                                             |        |
| 2013 | Dust                                           |                                                 | Todd                                         | Curta-metragem                              |        |
| 2013 | CBGB                                           | CBGB - O Berço do Punk Rock                     | Hilly Kristal                                |                                             |        |
| 2014 | A Little Chaos                                 | Um Pouco de Caos                                | King Louis XIV                               | Diretor e co-autor                          |        |
| 2015 | Eye in the Sky                                 |                                                 | Lieutenant General Frank Benson              |                                             | [ 10 ] |
| 2016 | Alice Through the Looking Glass                | Alice Através do Espelho                        | Lagarta Azul                                 | Voz, lançamento póstumo                     |        |

## Televisão
| Ano  | Title                                | Papel                 | Notas                                  |       |
| ---- | ------------------------------------ | --------------------- | -------------------------------------- | ----- |
| 1978 | Romeo and Juliet                     | Tybalt                | BBC Television Shakespeare             |       |
| 1980 | Thérèse Raquin                       | vidal                 | 3 episódios                            |       |
| 1980 | Shelley                              | Clive                 | Episódio: "Nowt So Queer"              |       |
| 1982 | Busted                               | Simão                 | filme de televisão                     |       |
| 1982 | Smiley's People                      | Mr Brownlow           | 1 episódio                             |       |
| 1982 | The Barchester Chronicles            | Obadiah Slope         | 5 episódios                            |       |
| 1985 | Summer Season                        | Croop                 | Episódio: "Pity in History"            |       |
| 1985 | Girls on Top                         | Dmitri / RADA         | 3 episódios                            |       |
| 1989 | Revolutionary Witness                | Jacques Roux          | Curta de televisão                     |       |
| 1989 | ScreenPlay                           | Israel Yates          | Episódio: "The Spirit of Man"          |       |
| 1993 | Fallen Angels                        | Dwight Billings       | Episódio: "Murder, Obliquely"          |       |
| 1996 | Rasputin: Dark Servant of Destiny    | Grigori Rasputin      | filme de televisão                     | [ 4 ] |
| 2000 | Victoria Wood with All the Trimmings | Captain George Fallon | Esboço: Tramas e Propostas             |       |
| 2002 | King of the Hill                     | Rei Filipe            | Voz, Episódio: "Justa como uma mulher" |       |
| 2004 | Something the Lord Made              | Dr. Alfred Blalock    | filme de televisão                     | [ 4 ] |
| 2010 | The Song of Lunch                    | He                    |                                        |       |

## Videogames
| Ano  | Título        | Voz                   |  |
| ---- | ------------- | --------------------- |  |
| 1997 | The Space Bar | My Parker / Ty Parker |  |

## Teatro
| Ano       | Título                     | Papel                 | Local                                          |  |
| --------- | -------------------------- | --------------------- | ---------------------------------------------- |  |
| 1976      | Sherlock Holmes            | Sherlock Holmes       | Birmingham Repertory Theatre                   |  |
| 1976–1977 | The Devil is an Ass        | Wittipol              | Birmingham Repertory Theatre                   |  |
| 1978      | Love's Labour's Lost       | Boyet                 | Companhia Real de Shakespeare                  |  |
| 1978      | Captain Swing              | Farquarson            | Companhia Real de Shakespeare                  |  |
| 1978      | The Tempest                | Ferdinand             | Companhia Real de Shakespeare                  |  |
| 1980      | Commitments                | Desconhecido          | Companhia Real de Shakespeare                  |  |
| 1981      | The Seagull                | Sr. Aston             | Teatro da Corte Real                           |  |
| 1983      | The Grass Widow            | Dennis                | Teatro da Corte Real                           |  |
| 1983      | Bad Language               | Bob                   | Teatro da Corte Real                           |  |
| 1985      | As You Like It             | Jaques                | Companhia Real de Shakespeare                  |  |
| 1985      | Troilus and Cressida       | Aquiles               | Companhia Real de Shakespeare                  |  |
| 1985      | Les Liaisons Dangereuses   | Le Vicomte de Valmont | Companhia Real de Shakespeare                  |  |
| 1986      | Les Liaisons Dangereuses   | Le Vicomte de Valmont | Barbican Center, Londres                       |  |
| 1986      | Mephisto                   | Hendrik Hofgen        | Barbican Center                                |  |
| 1987      | Les Liaisons Dangereuses   | Le Vicomte de Valmont | Music Box Theatre, Broadway                    |  |
| 1991      | Tango at the End of Winter | Sei                   | Teatro Piccadilly, West End                    |  |
| 1992      | Hamlet                     | Hamlet                | Riverside Studios, Londres                     |  |
| 1995      | The Winter Guest           | Diretor               | Teatro Almeida, West End                       |  |
| 1998      | Antony and Cleopatra       | Marco Antônio         | Teatro Nacional Real, Londres                  |  |
| 2001–2002 | Private Lives              | Elyot Chase           | Teatro Richard Rodgers, Broadway               |  |
| 2006      | My Name is Rachel Corrie   | Diretor e Editor      | Teatro Minetta Lane, Broadway                  |  |
| 2008      | Creditors                  | Diretor               | Donmar Warehouse, Londres                      |  |
| 2010–2011 | John Gabriel Borkman       | John Gabriel Borkman  | Teatro Abbey, Dublin Brooklyn Academy of Music |  |
| 2011–2012 | Seminar                    | Leonard               | Teatro John Golden, Broadway                   |  |